# ۴ زرافه
۴ زرافه یک ستاره است که در صورت فلکی زرافه قرار دارد.